# پیکسل (تلفن همراه)
پیکسل (انگلیسی: Pixel) تلفن هوشمند دارای سیستم عامل اندروید است که توسط گوگل طراحی شده و توسط اچ‌تی‌سی تولید می‌گردد. گوگل در گوشی‌های تلفن همراه پیکسل از اندروید نسخهٔ ۷٫۱ استفاده کرده‌است. این مدل تلفن همراه شامل دو مدل «پیکسل» و «پیکسل ایکس‌ال» می‌شود که بدنه‌ای فلزی داشته و دارای گواهی IP53 (مقاوم در برابر گرد و غبار و پاشش آب) هستند.